# Alfred Bernhard Carlsson
Alfred Bernhard Carlsson, född 6 maj 1881 i Munktorp, död 22 september 1959 i Uppsala, var en svensk historiker och biblioteksman.
Carlsson blev filosofie doktor i Uppsala 1913, andre bibliotekarie vid Uppsala universitetsbibliotek 1916, förste biliotekarie vid Stockholms stadsbibliotek 1927, och förste bibliotekarie vid Uppsala universitetsbibliotek 1929. Carlsson var även sekreterare hos bibliotekssakkunniga 1918–1923. Carlssons doktorsavhandling, Den svenska centralförvaltningen 1521–1809 (1913), utarbetad på uppdrag av departementalskommitterade, är av översiktskaraktär men bygger på omfattande arkivstuder. Carlsson författade även ett flertal uppsatser, huvudsakligen om 1600-talets historia och bibliografiska frågor. Han är begravd på Uppsala gamla kyrkogård.